# William Gosling
Pour les articles homonymes, voir Gosling.
William Sullivan Gosling , né le 19 juillet 1869 à Farnham dans l'Essex et mort le 2 octobre 1952 à Stansted Mountfitchet, est un footballeur anglais. Avec l'Upton Park FC, il est champion olympique de football aux Jeux olympiques de 1900 à Paris.

## Famille
William Gosling, né le 19 juillet 1869, est issue d'une bonne famille d'Essex. Il a deux frères, Robert Cunliffe Gosling (1868-1922), joueur de cricket mais surtout célèbre footballeur amateur, capitaine de l'équipe d'Angleterre en 1895, et Thomas Gosling, lui aussi footballeur pour l'université de Cambridge.
En 1905, Gosling épouse Victoria, fille du marquis de Lothian. 

## Biographie
Étudiant au très renommé Eton College, Gosling se distingue par son niveau sportif : il représentait Eton au cricket et au football et remporta en 1888 le championnat de saut en hauteur. À la fin de ses études, William Gosling servira dans la garde royale. À ce titre, il participera à la guerre des Boers puis sera remobilisé pour la Première Guerre mondiale. Parallèlement, Gosling est footballeur amateur au club de la ville de Chelmsford dans l'Essex. Grâce à ses nombreux contacts, il est invité à participer aux Jeux olympiques de 1900 de Paris avec l'équipe d'Upton Park FC. Le 20 octobre 1900, devant 1 500 spectateurs, il devient le premier champion olympique de football de l'histoire en battant le Club français 4 buts à 0. En 1927, 20 ans après son frère aîné Robert, William est nommée shérif d'Essex, c'est-à-dire haut fonctionnaire. Le 2 octobre 1952, il meurt à l'âge de 84 ans.